# (379155) Volkerheinrich
(379155) Volkerheinrich est un astéroïde de la ceinture principale.

## Description
(379155) Volkerheinrich est un astéroïde de la ceinture principale. Il fut découvert le 18 août 2009 à Tzec Maun par Erwin Schwab. Il présente une orbite caractérisée par un demi-grand axe de 2,38 UA, une excentricité de 0,21 et une inclinaison de 5,4° par rapport à l'écliptique.

## Compléments